# Hôpital Saint-Antoine

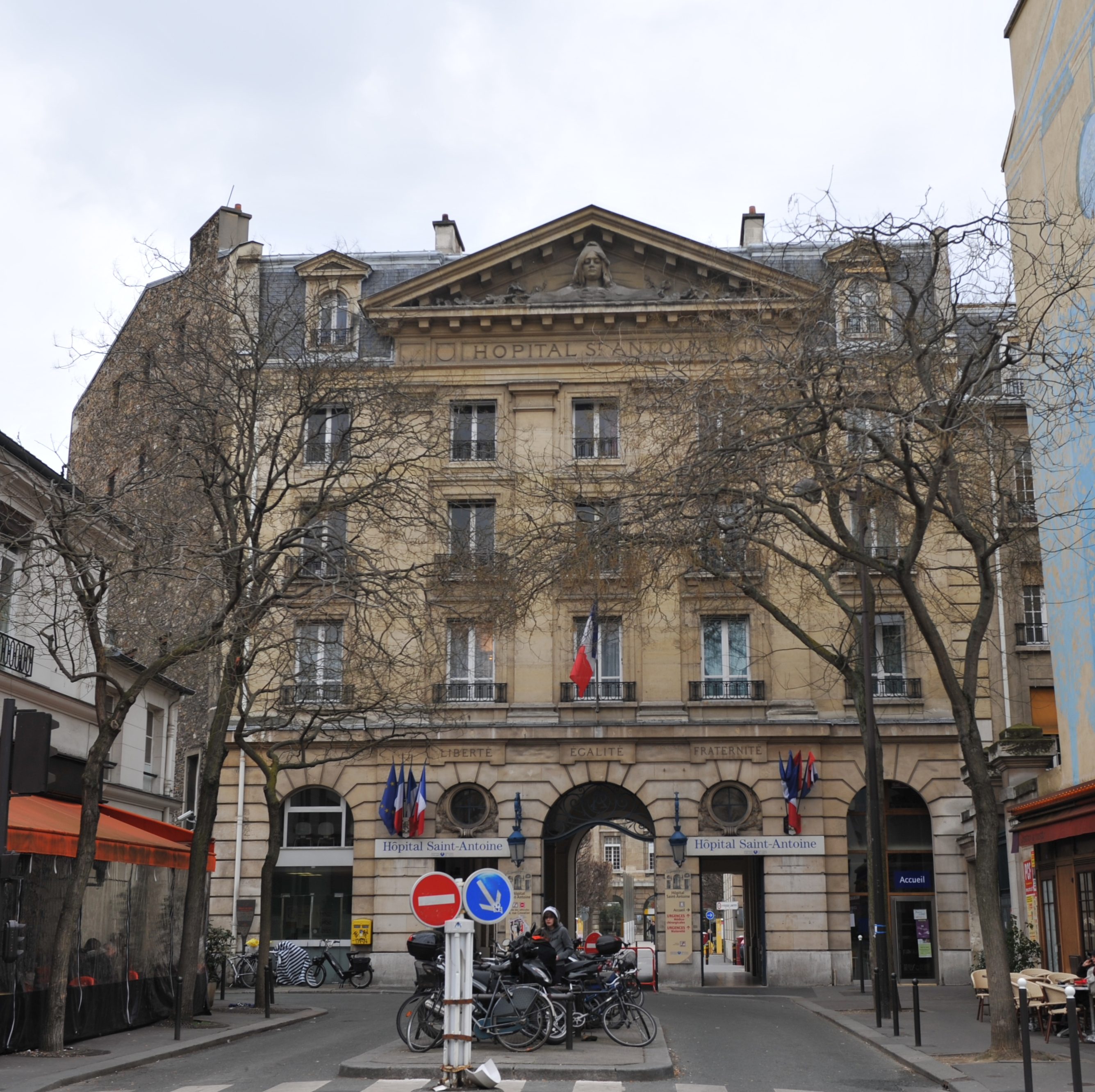
Hôpital Saint-Antoine

O  Hôpital Saint-Antoine é um hospital universitário der Assistance Publique–Hôpitaux de Paris (AP-HP) no 12.º arrondissement de Paris, 184, Rue du Faubourg Saint-Antoine.
Faz parte do Grupo Hospital-Universitário AP-HP-Sorbonne Université.
Durante a pandemia de COVID-19, o Hospital Saint-Antoine participou na investigação terapêutica, nomeadamente no ensaio clínico do plasma Corimuno (plasmoterapia), com a equipa de Karine Lacombe, diretora do Departamento de Doenças Infeciosas e Tropicais e investigadora do Instituto Pierre Louis de Epidemiologia e Saúde Pública.